# 友谊路街道 (天津市)
友谊路街道，是中华人民共和国天津市河西区下辖的一个乡镇级行政单位。

## 行政区划
友谊路街道下辖以下地区：
寿园里社区、柳江里社区、文苑楼社区、宾西楼社区、西园西里社区、西园南里社区、浏阳里社区、纯正里社区、纯皓家园社区、平江南里社区、文玥里社区、谊景村社区和谊城公寓社区。